# アラウンド・ザ・ワールド (加藤和彦の曲)
「アラウンド・ザ・ワールド」(AROUND THE WORLD)は、加藤和彦の楽曲である。1979年10月21日にソロ名義による6枚目のシングルとして発売された。

## 解説
「アラウンド・ザ・ワールド」は加藤和彦が制作した両A面シングルで、1979年7月にバハマのナッソーで録音された。当初は「ジョージタウン」をA面として、ワーナー・パイオニア移籍第1弾アルバム『パパ・ヘミングウェイ』の先行シングルとして発売されたが、のちにカップリング曲扱いだった当曲もA面扱いとなり、カバーのタイトル表記も変更された。歌詞は安井かずみが手がけ、世界旅行をするカップルが、リオデジャネイロ、ニューヨーク、ニューポート、バンコク、ボンベイ、モンテカルロ、アラスカを巡る内容となっている（「ジョージタウン」も帆船旅行について歌われている）。サウンド面ではスカが採り上げられ、ヴォーカルはダブルトラックで録音された。また、音楽評論家の渡辺亨によれば、当曲にはアーヴィング・バーリン作曲の「踊るリッツの夜」(Puttin' On the Ritz)が引用されているという。

## アートワーク
ジャケットにはトシ矢嶋が撮影したバハマ滞在時のスナップが使用されたほか、以下のキャッチコピーが記されている。

## ダブ・ミックス
加藤の1980年発表のアルバム『うたかたのオペラ』の初回プレス分には当曲のダブ・ミックスを収録したボーナスEPが付けられた。このヴァージョンではシングル/アルバム・ヴァージョンにはないサックスが聴かれる。

## 評価
雑誌『レコード・コレクターズ』2020年6月号の特集「シティ・ポップの名曲ベスト100 1973-1979」で、北中正和が3位に選出。100位以内には選ばれなかったが、「選者からのもう一つのおすすめ曲」にて北中がこの曲を選出。コメントで「シンガ－・ソングライターの作品の多くが日常生活の感懐や身辺雑記のイメージを引きずっていた時代に、加藤和彦はロック世代の感覚による華麗な音楽物語をつくり出していたわけだ。世界中の都市を逍遥するジェット・セットなこの曲のダンディな登場人物の行動は、実は加藤の日常生活に重なるものでもあったわけだが……。（中略）享楽と背中合わせの孤独や生のはかなさが伝わる名曲」と評している。

## 収録曲 / パーソネル
- 全作詞：安井かずみ、作編曲：加藤和彦
- 収録時間はオリジナル・シングルレコードの表記に基づく。

### SIDE 1
1. アラウンド・ザ・ワールド (AROUND THE WORLD) - (4:26)
  - 加藤和彦 - ヴォーカル、ギター、ウッドブロック
  - 大村憲司 - ギター、ヴィブラスラップ、カバサ
  - 小原礼 - ベース
  - 高橋幸宏 - ドラムス、ベル、タンバリン
  - 坂本龍一 - フェンダー・ローズ、ウーリッツァー、シンセサイザー

### SIDE 2
1. ジョージタウン (GEORGETOWN) - (4:54)
  - 加藤和彦 - ヴォーカル、ギター
  - 大村憲司 - ギター
  - 小原礼 - ベース
  - 高橋幸宏 - ドラムス
  - 坂本龍一 - ピアノ、ウーリッツァー、ヴォコーダー
  - マーク・コルビー - テナーサックス